# مناورات الفلك
مناورات الفلك هي مناورات عسكرية بحرية مشتركة تقام بين كل من السعودية والسودان بالبحر الأحمر بهدف تعزيز تأمين السواحل والحدود البحرية للبلدين .  

## المناورات المنفذة
- الفلك 1 : أقيمت فعاليات المناورة في 24 فبراير 2013.[5]